# Дерсе
Дерсе (фр. Dercé) насеље је и општина у западној Француској у региону Поату-Шарант, у департману Вијена која припада префектури Шателро.
По подацима из 2011. године у општини је живело 165 становника, а густина насељености је износила 13,44 становника/km². Општина се простире на површини од 12,28 km². Налази се на средњој надморској висини од 140 метара (максималној 136 m, а минималној 62 m).

## Демографија
| 1962. | 1968. | 1975. | 1982. | 1990. | 1999. | 2011. |
| ----- | ----- | ----- | ----- | ----- | ----- | ----- |
| 345   | 345   | 294   | 235   | 188   | 170   | 165   |

График промене броја становника у току последњих година